# Dărmăneasca, Bacău
Dărmăneasca este un sat ce aparține orașului Dărmănești din județul Bacău, Moldova, România.